# María Helena NG
María Helena NG (1947) fue una de las dos únicas mujeres conocidas que fueron acusadas de violar la Ley de vagos y maleantes, la ley de 1933 que fue modificada el 15 de julio de 1954 para definir la homosexualidad como un acto criminal en España. Detenida el 30 de marzo de 1968 en La Gran Cava de Barcelona, fue condenada y sentenciada a una pena de 127 días a un año de prisión, seguida de dos años de prohibición obligatoria de ir a Barcelona y dos años de vigilancia gubernamental. El caso de María Helena NG indica que, aunque las narrativas conservadoras del pasado y del presente cuestionan la existencia de las lesbianas y las mujeres no conformes con el género en España, el Estado estaba al tanto de ellas.

## Importancia histórica
El comportamiento de María Helena fue tan transgresor que el Estado sintió la necesidad de intervenir y castigarlo. A pesar de ello, el Estado no deja claro si la naturaleza problemática de su comportamiento es que fue homosexual y travestido en su forma de actuar. Se desconoce la realidad de su identidad sexual y de género pues los textos de gobierno que tratan su reclusión no lo aclaran. Aunque no se sabe mucho más sobre María Helena, su historia es importante para destacar cómo las mujeres que expresaban atributos masculinos no eran aceptables para el régimen franquista.  Además, su historia deja claro que a pesar de la propaganda del régimen, el comportamiento de las lesbianas y el lesboerotismo sí existían durante este período. Esto es importante ya que grupos religiosos y partidos políticos como el Partido Popular han continuado argumentando que el período franquista fue uno en el que las lesbianas no existían, y que el comportamiento sexualmente desviado y sexualmente inmoral sólo existía en España como consecuencia de la liberalización tras la transición española a la democracia. La historia de María Helena es importante porque su caso excepcional desestabiliza las narrativas de los regímenes represivos al desafiar las falsas dicotomías.

## Contexto
La Ley de vagos y maleantes de 1954 definió la homosexualidad como un acto criminal. Fue reemplazada constitucionalmente por la Ley sobre peligrosidad y rehabilitación social de 1970, que etiquetó la homosexualidad como una enfermedad mental. Estas leyes se utilizarían más tarde para encarcelar a las mujeres y enviarlas a instituciones psiquiátricas. Bajo la ley  de 1933, sólo se presentaron dos cargos contra las mujeres. Una de las mujeres procesadas en virtud de la ley fue procesada en el período comprendido entre 1971 y 1978. En el momento de la detención de María Helena, las mujeres no salían solas a los bares ni transgredían los espacios masculinos.